# 극대 원환면
리 군론에서 극대 원환면({極大圓環面, 영어: maximal torus 맥시멀 토러스[*])은 어떤 콤팩트 리 군 속의 연결 콤팩트 닫힌 아벨 부분군 가운데 극대 원소인 것이다.

## 정의
{\displaystyle G}가 연결 콤팩트 리 군이라고 하자. {\displaystyle G} 속의, 원환면 {\displaystyle \mathbb {T} ^{n}}과 미분 동형인 닫힌 부분군
{\displaystyle T\subseteq G}
들의 집합을 생각하자. 이들은 부분 집합 관계에 대하여 부분 순서 집합을 이룬다. 이 부분 순서 집합의 극대 원소를 {\displaystyle G}의 극대 원환면이라고 한다.

## 성질
연결 콤팩트 리 군 {\displaystyle G} 및 그 극대 원환면이 주어졌을 때, 모든 원소 {\displaystyle g\in G}는 (임의의) 극대 원환면 {\displaystyle T}의 원소와 켤레 동치이다. 즉, 항상 {\displaystyle x^{-1}gx\in T}가 되는 {\displaystyle x\in G}를 찾을 수 있다.

### 존재와 유일성
모든 연결 콤팩트 리 군은 하나 이상의 극대 원환면을 갖는다. 극대 원환면은 일반적으로 유일하지 않지만, 연결 콤팩트 리 군 {\displaystyle G}의 모든 극대 원환면들은 서로 켤레 동치이다.
즉, 연결 콤팩트 리 군 {\displaystyle G}의 경우 바일 군이 유일하게 정의된다.
단순 리 군과 단순 리 대수는 근계에 의하여 분류된다. 이 경우, 리 군/대수의 바일 군은 그 근계의 바일 군과 일치한다.

### 차원
연결 콤팩트 리 군 {\displaystyle G}의 극대 원환면의 차원은 {\displaystyle G}의 계수와 같다. 즉, 그 리 대수 {\displaystyle {\mathfrak {lie}}(G)}를 반단순 리 대수와 아벨 리 대수의 직합
{\displaystyle {\mathfrak {lie}}(G)={\mathfrak {s}}\oplus {\mathfrak {a}}}
으로 분해하였을 때, {\displaystyle T}의 차원은 {\displaystyle {\mathfrak {a}}}의 차원과 {\displaystyle {\mathfrak {s}}}의 딘킨 도표의 꼭짓점의 수의 합과 같다.
{\displaystyle \dim T=\dim {\mathfrak {a}}\oplus |\operatorname {V} (\operatorname {Dynkin} ({\mathfrak {s}}))|}

### 바일 군의 작용
연결 콤팩트 리 군 {\displaystyle G}의 극대 원환면 {\displaystyle T}가 주어졌을 때, 그 바일 군
{\displaystyle \operatorname {Weyl} (G,T)=\operatorname {N} _{G}(T)/\operatorname {C} _{G}(T)}
은 {\displaystyle T} 위에 자연스럽게 작용한다. 이에 대한 몫공간
{\displaystyle T/\operatorname {Weyl} (G/T)}
은 {\displaystyle G}의 켤레류의 공간과 동형이다.

## 예
유니터리 군 {\displaystyle \operatorname {U} (n)}의 극대 부분군 가운데 하나는 다음과 같이 대각 행렬로 구성되는 부분군이다.
{\displaystyle T=\left\{\operatorname {diag} (\exp(\mathrm {i} \theta _{1}),\exp(\mathrm {i} \theta _{2}),\dotsc ,\exp(\mathrm {i} \theta _{n}))\colon \theta _{1},\theta _{2},\dotsc ,\theta _{n}\in \mathbb {R} \right\}\leq \operatorname {U} (n)}
특수 유니터리 군 {\displaystyle \operatorname {SU} (n)}의 극대 부분군 가운데 하나는 다음과 같이 대각 행렬로 구성되는 부분군이다.
{\displaystyle T=\left\{\operatorname {diag} (\exp(\mathrm {i} \theta _{1}),\exp(\mathrm {i} \theta _{2}),\dotsc ,\exp(\mathrm {i} \theta _{n-1}),\exp(-\mathrm {i} (\theta _{1}+\theta _{2}+\dotsb +\theta _{n-1}))\colon \theta _{1},\theta _{2},\dotsc ,\theta _{n-1}\in \mathbb {R} \right\}\leq \operatorname {SU} (n)}
특수 직교군 {\displaystyle \operatorname {SO} (2n)}의 극대 부분군 가운데 하나는 다음과 같다.
{\displaystyle T=\left\{\operatorname {diag} (R(\theta _{1}),R(\theta _{2}),\dotsc ,R(\theta _{n}))\colon \theta _{1},\dotsc ,\theta _{n}\in \mathbb {R} \right\}\leq \operatorname {SO} (2n)}
여기서
{\displaystyle R(\theta )={\begin{pmatrix}\cos \theta &\sin \theta \\-\sin \theta &\cos \theta \end{pmatrix}}}
이다. 특수 직교군 {\displaystyle \operatorname {SO} (2n+1)}의 극대 부분군 가운데 하나는 다음과 같다.
{\displaystyle T=\left\{\operatorname {diag} (R(\theta _{1}),R(\theta _{2}),\dotsc ,R(\theta _{n}),0_{1\times 1})\colon \theta _{1},\dotsc ,\theta _{n}\in \mathbb {R} \right\}\leq \operatorname {SO} (2n+1)}

## 같이 보기
- 카르탕 부분 대수
- 브뤼아 분해
- 바일 지표 공식

## 참고 문헌
- Humphreys, James E. (1972). 《Introduction to Lie Algebras and Representation Theory》 (영어).